# Ainsi tombent les ombres célestes de la nuit
Ainsi tombent les ombres célestes de la nuit (titre original : Heavenly Shades of Night Are Falling) est une nouvelle de Stephen King parue dans le recueil Cœurs perdus en Atlantide en 1999.

## Résumé
Bobby Garfield, désormais marié et devenu charpentier, retourne à Harwich pour assister à l'enterrement de Sully-John et se remémore ses souvenirs d'enfance. Il rencontre Carol Gerber, qu'il croyait morte mais qui a survécu au prix de quelques cicatrices et est devenue professeure sous une fausse identité. Bobby lui explique qu'il a reçu un colis contenant son vieux gant de baseball avec à l'intérieur un mot de Ted Brautigan sous-entendant qu'il allait la revoir.